# Descobertas sem Limite
Descobertas sem Limite (ミームいろいろ夢の旅, Miimu Iro Iro Yume no Tabi, traduzido como Mimu, o Viajante de Muitos Sonhos) é uma série de anime japonesa criada pela Nippon Animation. Estreou pela TBS entre 3 de abril de 1983 até 29 de setembro de 1985 como uma série educacional. Os episódios geralmente trataram de descobertas científicas e invenções, embora haja também alguns futurista e histórias de ficção científica e várias situações. 
Em Portugal a série foi emitida pela RTP2.

## Enredo
Em vários episódios, duas crianças perguntam ao seu computador. Ele se materializa na forma de uma criatura cor de rosa, que, em seguida Ordy explica fenômenos científicos, a gênese de uma invenção ou descoberta. Em outros episódios, Ordy é questionado por um grupo de sete amigos, cada um com diferente físico e caráter.
Ordy não explica os fatos e descobertas, ele viaja no tempo para testemunhar os vários eventos relacionados com a descoberta, por vezes, as partes interessadas que pedem diretamente (como Champollion no episódio O nascimento da escrita) ou levam as crianças nos vários eventos passados ou até mesmo futuros. O grupo, por vezes, vê algumas aventuras durante suas viagens, mas a ação também pode trazer novas informações e respondem a outras perguntas feitas pelos protagonistas, o desenho continua a ser um documentário educacional.

## Pessoas notáveis apresentadas no anime
- Albert Einstein
- Alexander Fleming
- Alexander Graham Bell
- Alfred Wegener
- Charles Darwin
- Galileo Galilei
- George Stephenson
- Isaac Newton
- James Watt
- Jean-Henri Casimir Fabre
- Jean-François Champollion
- Johannes Kepler
- Louis Pasteur
- Nicéphore Niépce
- Thomas Edison
- Irmãos Wright

## Dobragem Portuguesa
- Direcção: Emília Silvestre
- Consultores técnicos: Leslie Hughes, João Lorga
- Som: Sérgio Figueiredo
- Vozes: Emília Silvestre, Clara Nogueira, João Cardoso, João Paulo Costa, Jorge Pinto, Jorge Vasques, Lucinda Afonso, Mário Moutinho, Susana Morais
- Produção: João Fernandes
- Foi baseada na dobragem inglesa (Reino Unido).[2]